# Сахадж Марг
Сахадж Марг (в переводе с хинди — «Простой, естественный путь») — форма Раджа-Йоги, система медитации на сердце.
Уникальной особенностью Сахадж Марг является искусство йогической Передачи, также называемой Пранахути, для трансформации человека. Pranahuti (от prana — жизнь и ahuti — предложение) — есть предложение или передача Божественной энергии для трансформации человеческого существа. Великие древние мудрецы использовали эту силу для духовного подъема людей.
Второй уникальной особенностью является очищение от впечатлений (так называемых самскар).

## Теория
Сахадж Марг — это простой путь, потому что просто и естественно объединяет физическую и ментальную активность с духовными потребностями человека без какого-либо давления или принуждения. Повседневная жизнь с теми требованиями, которые налагает семья, взаимоотношения и работа, считается наилучшим условием для духовного развития.
Сахадж Марг — древняя Раджа-Йога, модифицированная и упрощенная, чтобы соответствовать образу жизни современного человека и помочь ему в достижении внутреннего совершенства. Здесь практиканта сразу приобщают к медитации, минуя предварительные стадии, упомянутые выше, это становится возможным при духовной поддержке Мастера. Кроме того, в Сахадж Марг самадхи — не конечная цель, настоящая цель — единение с Божественным.
Когда Бог создал нас, мы были очень похожи на Него и были с Ним, но в процессе эволюции мы развили в себе чувство отдельной личности, известное как «эго», забыли о нашем доме и преследуем низшие цели в этой жизни. Чтобы вновь вернуться в то состояние и стать такими, какими мы были в момент творения: душами — поистине Божественными — нужно перевести свой взгляд извне во внутрь и найти Божественное, которое живет в наших сердцах. Оно является истинным «я» и осознание высшего «я» — это осознание Бога в нас.
Как и для обучения любых предметов, физика, химия и.т.п. нужен учитель, также для того, чтобы люди могли успешно продвигаться по направлению к цели, избегая ловушек Эго и самообмана, в Сахадж Марг считается совершенно необходимым иметь руководство способного Учителя, Гуру, который выступает в роли Проводника. Для большинства человеческих существ невозможно достичь цели, следуя тому, что написано в книгах. Только тот, кто знает путь, и кто сам уже достиг цели, может вести других в этом трудном духовном путешествии. Практикант же должен полностью довериться Мастеру или Гуру, отрекшись от своего эго и самонадеянности, и следовать к цели при поддержке и руководстве Мастера.

## История
Миссия Шри Рам Чандра (Mission Shri Ram Chandra — SRCM) была официально зарегистрирована в 1945 году в Шахджаханпуре (Индия). Основатель Миссии — Бабуджи Махарадж, который родился 30 апреля 1899 года.
С 12 декабря 2005 года Миссия Шри Рам Чандра входит в состав неправительственных организаций ООН и сотрудничает с Отделом общественной информации (DPI) Организации Объединённых Наций.

## Основные элементы практики включают
Ежедневная индивидуальная практика:
- Утренняя медитация на сердце
- Вечернее очищение
- Молитва-медитация перед сном
- Постоянное воспоминание

Еженедельная групповая практика:
- Сатсанги (коллективные медитации)
- Индивидуальные сидения с префектом

## Медитация
Медитация означает постоянно удерживать внимание или направлять ум на одну мысль. Духовные Мастера говорят, что мы становимся тем, на что мы медитируем, то есть мы обретаем свойство того или состояние объекта, на который мы медитируем. Поэтому, когда мы медитируем на Наитончайшее, то есть Бога, мы утрачиваем своё огрубление и приобретаем тонкость и таким образом становимся такими, как Он. Только после этого возможно слияние с Ним, что является высшей целью жизни. Для большинства людей трудно медитировать на абстрактное, поэтому в Сахадж Марг медитируют на Божественный свет в нашем сердце — наитончайшую вещь, которую человек может принять для медитации, не огрубляя её ни формой, ни именем. Медитируя, фокусируя свой ум на одной вещи, мы учимся регулировать свои мысли. Непрерывная практика медитации развивает постоянное сбалансированное состояние, глубокое чувство связи со Всевышним в себе и постоянную цель и смысл нашей жизни.
В Сахадж Марг медитируют именно на сердце, а не на другие точки. Медитация на точку между бровями пробуждает шакти — великую вселенскую бесконечную Божественную энергию, в которой, согласно Сахадж Марг, нет необходимости для духовного роста. Аналогично, медитация на кончик носа может пробудить сиддхи — божественные силы, вроде ясновидения и т.п., что тоже отвлекало бы практиканта от настоящей цели и развивало бы еще больше эго в нем. Все религиозные и мистические традиции говорят, что Бог живет в человеческом сердце. Следовательно, Его можно почувствовать только сердцем. Более того, способность любить всегда ассоциируется с сердцем. Поэтому медитация пробуждает нашу дремлющую любовь к Божественному и быстро продвигает нас к цели.
Мастера Сахадж Марг указывают на несколько причин для медитации на сердце:
- Сердце — это место, где человеческое существование начинается и заканчивается, где пульсирует жизнь и откуда она покидает наше тело в момент смерти.
- Характер человека обусловлен качествами его сердца (добросердечный, с каменным сердцем, человек без сердца, золотое сердце и т. д.)
- На биологическом уровне сердце качает кровь ко всем органам тела. Таким образом, очищение сердца при помощи йоги окажет такое же воздействие и на весь организм. Очищение сердца оказывает также очищающее влияние на другие чакры (точки), расположенные ниже и выше сердечного центра в человеческом теле.

## Очищение
Вечернее очищение — это процесс избавления от ежедневных впечатлений или самскар, которые мешают нашему духовному прогрессу. Согласно Сахадж Марг, все, что мы делаем и думаем, оставляет впечатления (самскары) в нашем уме и в сердце. В течение жизни эти самскары накапливаются и углубляются в склонности ума, а это в свою очередь обуславливает наше поведение и препятствует нашему духовному росту. В Сахадж Марг установлено, что даже, если есть прогресс в медитации, но самскары не удалены, они остаются подобно семенам, которые могут взойти и расцвести, если соответствующая среда будет создана для них.

## Молитва-медитация
Молитва — это призыв к Всевышнему, Божественному Мастеру в вашем сердце. Как говорил Бабуджи, второй Мастер Сахадж Марг, молитва — это прошение, медитация — получение. Обычно люди используют молитву, прося материальных милостей от Бога, но молитва в Сахадж Марг лишена какой-либо мольбы или просьбы, а лишь побуждает сдать себя на милость Божественному.

## Постоянное воспоминание
Постоянное воспоминание — это один из аспектов более глубокой практики. Медитация, Очищение и Молитва составляют основу метода Сахадж Марг. То, что вселяет в него жизнь и чувство, — это практика постоянного воспоминания о Боге, Божественном Мастере во всех наших повседневных делах. Некоторые люди думают, что постоянное воспоминание о Боге невозможно привнести в жизнь, заполненную заботами и мирскими привязанностями и обязанностями, но практика и опыт покажут, что постоянное воспоминание на самом деле — простой процесс. Как и во многих духовных традициях, Сахадж Марг предлагает способ оставаться соединенными с нашей Божественной сутью в течение дня, что помогает встречать любую ситуацию уравновешенно и хладнокровно. Когда мы непрерывно помним о Всевышнем в себе, мы привносим тот покой, ту силу и сосредоточенность, которых мы достигли в медитации, в свою повседневную активность.

## Сатсанг
Сатсанг или коллективная медитация проходит минимум раз в неделю в каждом центре Сахадж Марг. По сути — это та же самая медитация, но в которой помимо вас участвуют другие практиканты. Чем больше собирается людей, тем сильнее эффект от медитации. Если медитирует один человек — это похоже на пламя свечи, если 10 — похоже на костер, если собираются сотни и тысячи, то это пожар.

## Индивидуальные сидения
Индивидуальные сидения — это процесс более глубокого очищения. При ежедневном очищении практикант может убрать лишь поверхностные впечатления, тогда как при индивидуальных сидениях с префектами (наставниками) убираются глубокие впечатления, самскары.